# TOKYO23
『TOKYO23』（トーキョーにじゅうさん）は、原作：嵐田武、漫画：橋本エイジによる日本の漫画作品。『週刊コミックバンチ』（新潮社）にて、2008年331号から2009年366号まで連載された。単行本は全3巻。
2010年、WOWOWで『TOKYO23〜サバイバルシティ』というタイトルで実写ドラマ化された。

## あらすじ
引き篭もり青年・ダンのもとに、ある日、謎の腕輪が届けられた。それは、1億円をかけた死のゲームへ、ダンを招き入れる案内状だった。ダンは、外へ出るきっかけとして、ゲームに参加することにする。そのころ、プロのロックアーティストを目指すノボルのもとにも同じ腕輪が届く。金がなく、バンドも解散に追い込まれていたノボルもゲームに参加。やがて2人は、出会う。しかし、敗退した人間が次々に命を落としていくのを目の当たりにして…。

## 登場人物
古守ダン（こもり ダン）
ひきこもり青年。1年3ヶ月、外へ出ていなかった。何かを変えるきっかけとして、ゲームに参加する。
新井ノボル（あらい ノボル）
プロのミュージシャンを目指す若者。しかし、仲間から解散を告げられ、呆然としているところへゲームの案内が届く。バンド再結成を目指しゲームに参加。

## 単行本
バンチコミックスより全3巻。
1. 2008年9月15日発売 ISBN 978-4-10-771417-6
2. 2008年12月15日発売 ISBN 978-4-10-771440-4
3. 2009年2月15日発売 ISBN 978-4-10-771458-9

## テレビドラマ
2010年9月4日から同年10月2日まで、『TOKYO23〜サバイバルシティ』のタイトルでWOWOWのミッドナイト☆ドラマ枠で放送された。全5話。

### キャスト
- 新井ノボル - 柳楽優弥
- 古守ダン - 本郷奏多
- 結城望 - 野波麻帆
- 日吉譲一 - テイ龍進
- 藤沢ユカリ - 高梨臨
- 来栖理央 - 凜華せら
- 島田 - 宍戸美和公
- 藤沢剛 - でんでん
- 尾原真彦 - 正名僕蔵
- 黒部聡 - 田中要次

### スタッフ
- 脚本 - 渡辺雄介
- 監督 - 西村了
- プロデューサー - 井上衛（WOWOW）、渡邉浩仁、難波利昭
- 制作 - WOWOW、日テレアックスオン
- 製作著作 - WOWOW